# Хельстрём, Дмитрий Валерьевич
Дмитрий Валерьевич Хельстрём (род. 10 февраля 1968) — советский и российский футболист.
Воспитанник ФШМ (Москва). Начал карьеру в дублирующем составе клуба «Спартак», за который провёл 8 матчей в первенстве дублёров. Затем играл в СК ЭШВСМ и дубле московского «Локомотива». В 1989 году перешёл в клуб «Томь», выступавший во второй лиге чемпионата СССР, провёл за томскую команду 3 сезона, сыграв 81 матч и забив 3 гола. С распадом СССР, Хёльстрём уехал в молдавский клуб «Конструкторул-Агро», проведя за команду 14 матчей в сезоне 1992—1993. Позже играл в любительской футбольной лиге чемпионата Юго-Запада Москвы.